# International Commission on Holocaust Era Insurance Claims

The International Commission on Holocaust Era Insurance Claims (ICHEIC) est une commission internationale d’indemnisation des victimes de la Shoah qui regroupe entre autres des compagnies d'assurances européennes. Fondée en 1998, elle examina gratuitement toute demande jusqu'en 2004, et clôtura ses activités en 2007.

## Fonctionnement
L'ICHEIC a été fondée en août 1998 et regroupe les associations de victimes rescapées de la Shoah, l’État d'Israël, 75 compagnies d’assurances européennes mais aussi des organismes assureurs américains dit de régulation compensatoire. Cet accord fut précédé d'un document précisant les intentions de la commission internationale et intitulé Memorandum of Understanding (MOU).
Pendant six ans, sa mission fut de rechercher, d'identifier, d'examiner et d'indemniser toutes les demandes émanant de personnes s'estimant avoir été victime de la Shoah et n'avoir, à ce jour, reçu aucune indemnité compensatoire sur le plan des assurances. Les démarches, de l'enquête au procès, étaient totalement gratuites. Le cadre juridique, qui relève du droit international de l'assurance quant aux victimes du fait de guerre mais aussi des dispositions prises après 1945, est très strict : il renvoie à des faits de disparitions de personnes (assurance-vie) et de spoliations, dégradations ou vols de biens par confiscation ou intimidation (assurances sur les biens). L'action des parties plaignantes s'étend bien entendu à celles des survivants et de tous leurs descendants et ne concerne pas uniquement les événements qui se sont déroulés durant la Seconde Guerre mondiale.
La notion de « recherche des victimes » incombant à la partie assureur constitue une première : l'organisme (qu'il soit allemand, français ou autre) reconnaît par là sa responsabilité durant les années 1933-1945.

## Antécédents
En 1951, la Conference on Jewish Material Claims Against Germany commence à engager une série de procédures auprès de l'Allemagne de l'Ouest dans le but d'obtenir des indemnités pour les victimes rescapées de la Shoah. En octobre 1953, la RFA fait voter une série de lois de restitution et d'indemnisation destinées aux victimes du nazisme, donnant lieu à une série de procédures qui fut clôturée en décembre 1969.
Après la chute du mur de Berlin, les rescapés ainsi que leurs descendants qui se trouvaient sous la domination du bloc soviétique, commencent à s'organiser et réclament des indemnisations, s'estimant avoir été oubliés, demandes qui constituent bientôt un malaise dans le cadre de la réunification allemande. Le chancelier allemand de l'époque, Gerhard Schröder, choisit d'examiner les faits et décide d'engager des mesures en faveur de ces personnes.
En 1995, à occasion des commémorations du cinquantième anniversaire de la fin de la Seconde Guerre mondiale, une série de polémiques relance la question de l'indemnisation aux victimes.

## Bilan
À la suite de la création de l'ICHEIC, un groupe comme Allianz, numéro deux de l'assurance dans le monde, a ouvert ses archives à des chercheurs indépendants afin de rétablir la vérité historique sur la période 1933-1945. Ces travaux révèlent la participation active des dirigeants et cadres d'Allianz à cette époque au cours d'un processus qui visait à écarter les Juifs de toute forme d'activités économique et sociale en leur retirant le droit à l'assurance. D'autres assureurs ont activement contribué aux activités de l'ICHEIC, comme Generali ou Axa.
L'ICHEIC cessa de prendre en compte de nouvelles demandes après le 31 mars 2004 et clôtura ses activités au 1er janvier 2007, estimant que toutes les demandes enregistrées avaient été examinées et traitées.
Le montant des indemnités versées est évalué à 306,24 millions de dollars, répartis entre plus de 48 000 plaignants. Par ailleurs, plus de 169 millions ont été reversés à des ONGI.